# Anna Ekström

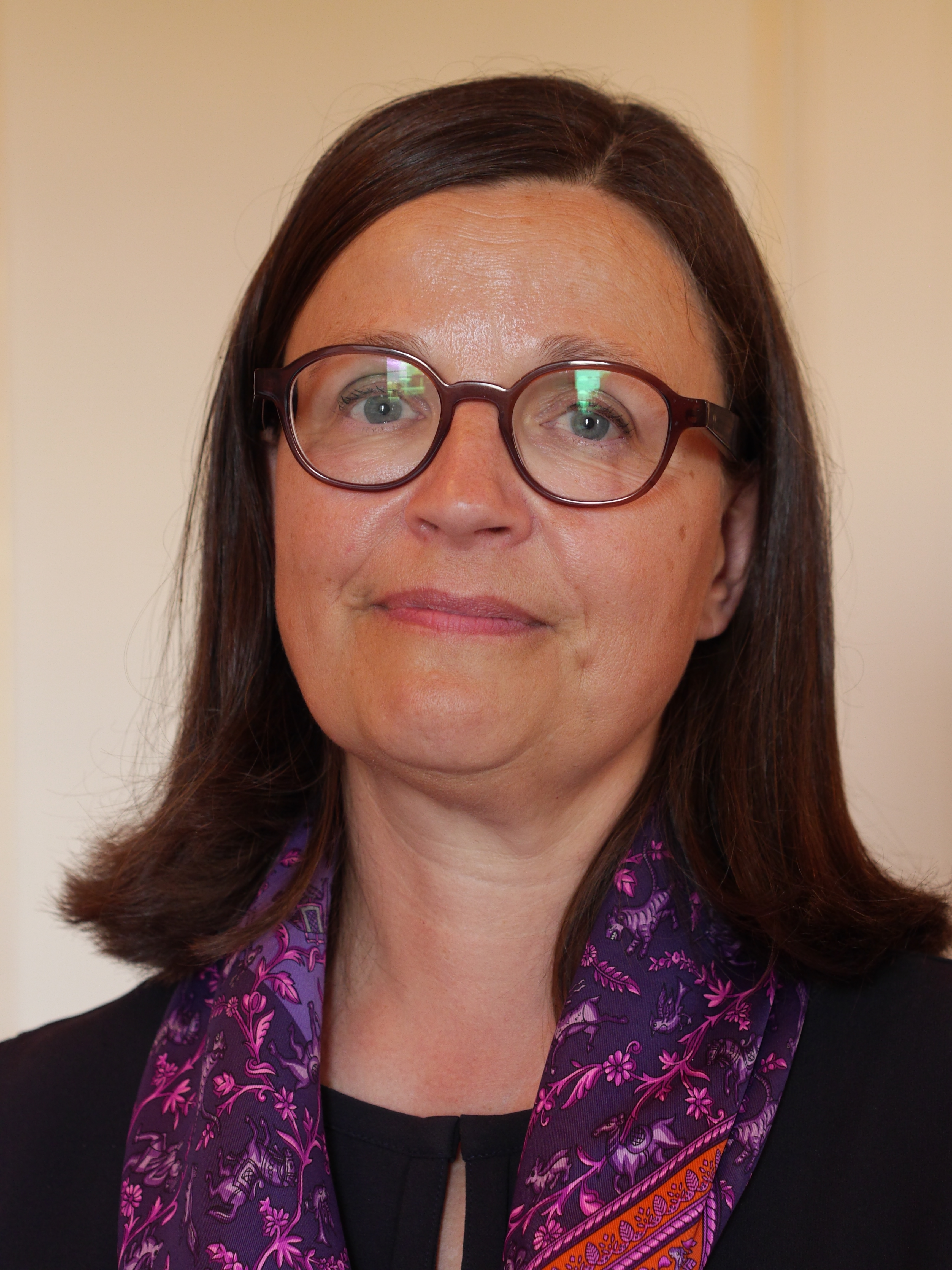
Anna Ekström

Anna Elsa Gunilla Ekström (nacida Jonsson, 23 de junio de 1959) es una política sueca. Miembro del partido Partido Socialdemócrata Sueco, en septiembre de 2016 fue nombrada ministra de Educación secundaria, educación de adultos y formación en el Primer Gobierno Löfven, bajo las directrices de Gustav Fridolin, ministro de Educación.

## Ministerio de Educación

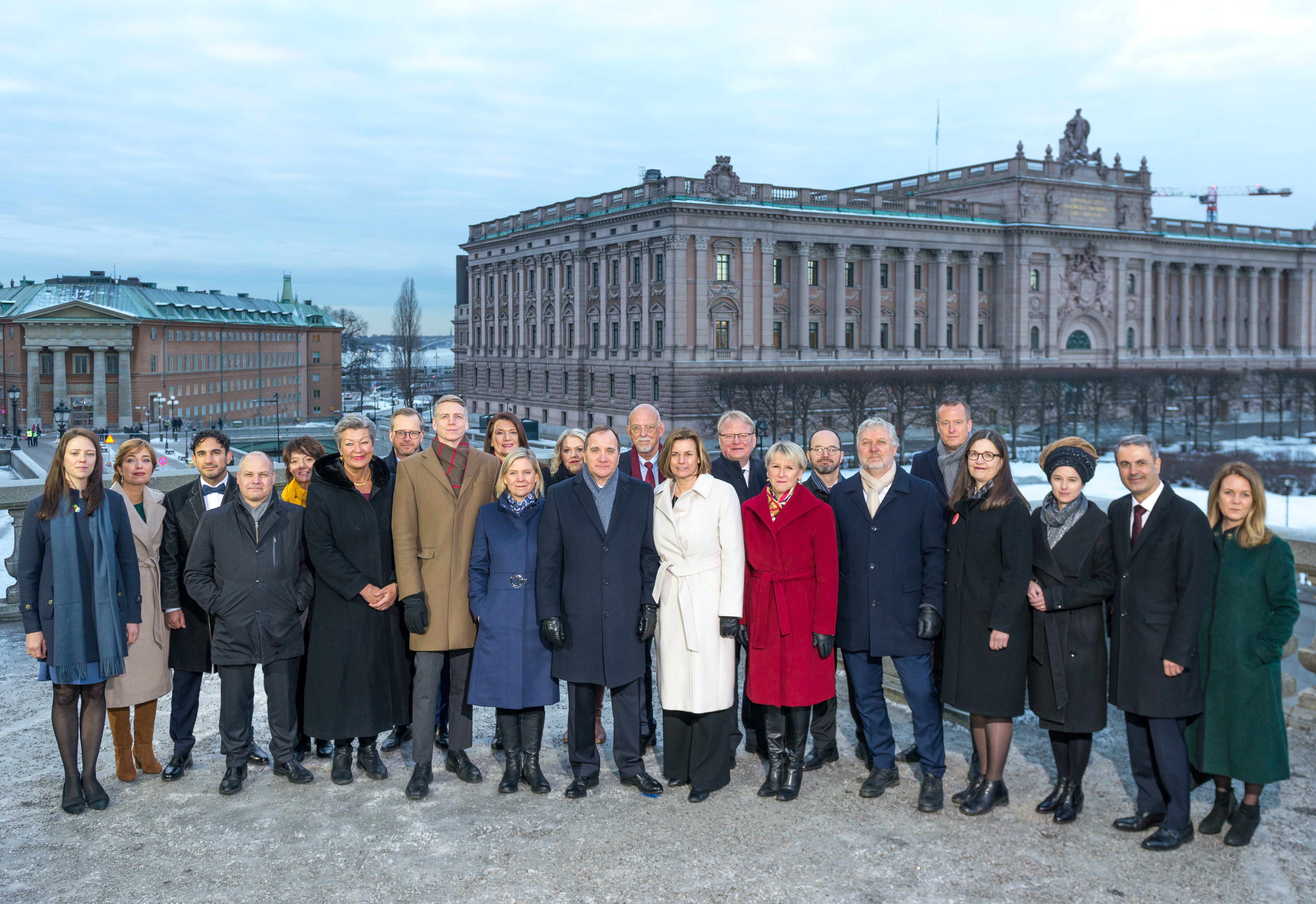
El nuevo gobierno que Löfven estableció en Lejonbacken, frente al Castillo de Estocolmo, el 21 de enero de 2019.

Tras las elecciones de 2014 cesó en su cargo Jan Björklund, líder del partido liberal, que desempeñaba el cargo de ministro de Educación. Fue sustituido por Gustav Fridolin. En el Segundo Gobierno Löfven, Anna Ekström, que ya había ocupado el ministerio de Educación secundaria, le sustituyó al frente del Ministerio de Educación.
En 2015, junto con Göran Hägglund, participó en la Sveriges Television (SVT) en el programar På spåret.